# Distretto di Felo-Jekwi
Il distretto di Felo-Jekwi è un distretto della Liberia facente parte della contea di Grand Kru.